# 细叶凤尾蕨
细叶凤尾蕨（学名：Pteris angustipinna），为凤尾蕨科凤尾蕨属下的一个植物种。